# Ángel Vivar Dorado
Ángel Vivar Dorado (Madrid, 12 febbraio 1974) è un ex calciatore spagnolo, di ruolo centrocampista.

## Palmarès

### Allenatore
- Tercera Federación: 1

Alcalà: 2024-2025 (gruppo 7)